# 皮奥涅尔斯基 (汉特-曼西自治区)
皮奥涅尔斯基（羅馬化：Pionerskiy）是俄罗斯汉特-曼西自治区的市级镇，为该自治区苏维埃茨基区第二大聚居地、最大市级镇。地处汉特-曼西自治区西南部，位于鄂毕河流域孔达河一支流叶伊季亚河（Ейтья）畔，在区行政中心苏维埃茨基西南、自治区首府汉特-曼西斯克西方，西侧有同属一区的市级镇马利诺夫斯基。西距汉特-曼西自治区与斯维尔德洛夫斯克州边界约9公里（通过公路）。
镇内设有铁路车站阿利亚比耶沃站，位于伊夫杰利2号站－普里鄂毕耶线上。
该地2022年人口有4,620人；2010年人口5,390；2002年人口5,245；1989年人口6,787。